# سرگی ساولیف
سرگی ساولیف (روسی: Серге́й Петро́вич Саве́льев؛ ۲۶ دسامبر ۱۹۴۸ – ۲۹ اکتبر ۲۰۰۵) اسکی‌باز صحرانوردی اهل روسیه بود.
ساولیف در انجمن ورزشی نیروهای مسلح در مسکو آموزش دید. او در بازی‌های المپیک زمستانی ۱۹۷۶ در اینسبروک مدال طلا در ۳۰ کیلومتر و برنز در ۴ × ۱۰ کیلومتر امدادی به دست آورد. ساولیف همچنین در مسابقات جهانی اسکی شمال اروپا در سال ۱۹۷۸ در مسابقه ۳۰ کیلومتری در لاهتی برنده شد.